# Zeki Amdouni
Mohamed Zeki Amdouni (sinh ngày 4 tháng 12 năm 2000) là một cầu thủ bóng đá chuyên nghiệp người Thụy Sĩ, thi đấu ở vị trí tiền đạo cho câu lạc bộ Burnley tại Premier League và đội tuyển quốc gia Thụy Sĩ.

## Thống kê sự nghiệp

### Câu lạc bộ
Tính đến ngày 19 tháng 5 năm 2024
| Câu lạc bộ           | Mùa giải            | Giải đấu               | Giải đấu | Giải đấu | Cúp quốc gia | Cúp quốc gia | Cúp liên đoàn | Cúp liên đoàn | Khác | Khác | Tổng cộng | Tổng cộng |
| Câu lạc bộ           | Mùa giải            | Hạng                   | Trận     | Bàn      | Trận         | Bàn          | Trận          | Bàn           | Trận | Bàn  | Trận      | Bàn       |
| -------------------- | ------------------- | ---------------------- | -------- | -------- | ------------ | ------------ | ------------- | ------------- | ---- | ---- | --------- | --------- |
| Étoile Carouge       | 2017–18             | Swiss 1. Liga          | 13       | 4        |              |              | —             | —             | —    | —    | 13        | 4         |
| Étoile Carouge       | 2018–19             | Swiss 1. Liga          | 25       | 10       |              |              | —             | —             | —    | —    | 25        | 10        |
| Étoile Carouge       | Tổng cộng           | Tổng cộng              | 38       | 14       |              |              | —             | —             | —    | —    | 38        | 14        |
| Stade Lausanne Ouchy | 2019–20             | Swiss Challenge League | 24       | 3        | 3            | 1            | —             | —             | —    | —    | 27        | 4         |
| Stade Lausanne Ouchy | 2020–21             | Swiss Challenge League | 32       | 11       | 1            | 0            | —             | —             | —    | —    | 33        | 11        |
| Stade Lausanne Ouchy | Tổng cộng           | Tổng cộng              | 56       | 14       | 4            | 1            | —             | —             | —    | —    | 60        | 15        |
| Lausanne-Sport       | 2021–22             | Swiss Super League     | 34       | 12       | 4            | 3            | —             | —             | —    | —    | 38        | 15        |
| Basel (mượn)         | 2022–23             | Swiss Super League     | 32       | 12       | 3            | 3            | —             | —             | 17   | 7    | 52        | 22        |
| Burnley              | 2023–24             | Premier League         | 34       | 5        | 1            | 0            | 2             | 1             | —    | —    | 37        | 6         |
| Tổng cộng sự nghiệp  | Tổng cộng sự nghiệp | Tổng cộng sự nghiệp    | 194      | 57       | 12           | 7            | 2             | 1             | 17   | 7    | 225       | 72        |

### Quốc tế
Tính đến ngày 8 tháng 6 năm 2024
| Đội tuyển quốc gia | Năm       | Trận | Bàn |
| ------------------ | --------- | ---- | --- |
| Thụy Sĩ            | 2022      | 1    | 0   |
| Thụy Sĩ            | 2023      | 10   | 6   |
| Thụy Sĩ            | 2024      | 4    | 1   |
| Tổng cộng          | Tổng cộng | 15   | 7   |

Bàn thắng và kết quả của Thụy Sĩ được để trước.
| # | Ngày                 | Địa điểm                                         | Số trận | Đối thủ | Bàn thắng | Kết quả | Giải đấu                 |
| - | -------------------- | ------------------------------------------------ | ------- | ------- | --------- | ------- | ------------------------ |
| 1 | 25 tháng 3 năm 2023  | Sân vận động Karađorđe, Novi Sad, Serbia         | 2       | Belarus | 5–0       | 5–0     | Vòng loại UEFA Euro 2024 |
| 2 | 28 tháng 3 năm 2023  | Stade de Genève, Geneva, Thụy Sĩ                 | 3       | Israel  | 2–0       | 3–0     | Vòng loại UEFA Euro 2024 |
| 3 | 16 tháng 6 năm 2023  | Sân vận động Quốc gia, Andorra la Vella, Andorra | 4       | Andorra | 2–0       | 2–1     | Vòng loại UEFA Euro 2024 |
| 4 | 19 tháng 6 năm 2023  | Swissporarena, Lucerne, Thụy Sĩ                  | 5       | România | 1–0       | 2–2     | Vòng loại UEFA Euro 2024 |
| 5 | 19 tháng 6 năm 2023  | Swissporarena, Lucerne, Thụy Sĩ                  | 5       | România | 2–0       | 2–2     | Vòng loại UEFA Euro 2024 |
| 6 | 15 tháng 10 năm 2023 | Kybunpark, St. Gallen, Thụy Sĩ                   | 7       | Belarus | 3–3       | 3–3     | Vòng loại UEFA Euro 2024 |
| 7 | 4 tháng 6 năm 2024   | Swissporarena, Lucerne, Thụy Sĩ                  | 14      | Estonia | 3–0       | 4–0     | Giao hữu                 |